# Ремда (приток Желчи)
Ремда — река в России, протекает в Гдовском районе Псковской области. Река вытекает из озера Владычное. Устье реки находится в 3,4 км по левому берегу реки Желчи́.

## География и гидрология
Длина реки составляет 6,2 км. В 2,9 км от устья, по правому берегу впадает река Галмачиха.

## Данные водного реестра
По данным государственного водного реестра России относится к Балтийскому бассейновому округу, водохозяйственный участок реки — Водные объекты бассейна оз. Чудско-Псковское без р. Великая. Относится к речному бассейну реки Нарва (российская часть бассейна).
Код объекта в государственном водном реестре — 01030000312102000027503.